# Gran sabueso azul de Gascuña
El Gran Azul de Gascuña (Grand Bleu de Gascogne) es una raza de perro del tipo sabueso, originario de Francia y utilizado en jaurías para la caza. La raza actual desciende de un tipo muy antiguo de perro cazador de gran tamaño, ancestro común de una gran cantidad de razas de perros de caza.

## Apariencia
El Gran Azul es un perro grande, típico y clásico de las jaurías de caza con un cuerpo musculoso y largo, patas largas, cabeza ligeramente domada, orejas largas y labios caídos. Su tamaño es de 65 a 72 cm de alto y peso está entre 40 y 50 kg. Los perros de esta raza muestran una actitud de calma y nobleza.
El color de su manto es blanco moteado con negro, lo que le da una apariencia predominantemente azulada. Tiene zonas negras en cada lateral de la cabeza, con un área blanca en la parte superior de la cabeza dentro de la cual aparece un pequeño óvalo negro.
El Grand Bleu de Gascogne es conocido por su focalización en la caza, así como por su buen olfato y ladrido especialmente sonoro por lo profundo que es.

## Historia
Los ancestros del gran sabueso azul de Gascuña fueron contemporarios del Perro de San Huberto
Aunque son perros grandes, el adjetivo Grande no hace referencia necesariamente al tamaño, sino que viene a ser una etiqueta para una jauría. En la actualidad, esta raza de sabuesos es empleada para cazar osos, venados y otro tipo de animales propios a la cacería.

## Salud y temperamento
Generalmente gozan de una excelente salud. Su temperamento como mascota no es muy bueno, ya que está desarrollado para ser un perro de jauría.